# Ипсала (околия)
Околия Ипсала (на турски: İpsala ilçesi) е околия, разположена във вилает Одрин, Турция. Общата ѝ площ е 741 км2. Според оценки на Статистическия институт на Турция през 2022 г. населението на околията е 26 148 души. Административен център е град Ипсала.
Икономиката на областта има икономическа структура, основана на селското стопанство. Преобладава растениевъдството и в значителна степен се извършва и животновъдство.

## Населени места
Околията се състои от 22 населени места – 3 града и 19 села.
Град
- Есетче
- Ипсала
- Йеникапрузлу

Села
- Балабанджък (Balabancık)
- Ибриктепе (İbriktepe)
- Караагач (Karaağaç)
- Коджахадър (Kocahıdır)
- Койнери (Aliçopehlivan)
- Коруджу (Korucu)
- Койунтепе (Koyuntepe)
- Кумдере (Kumdere)
- Кючюкдоганджа (Küçükdoğanca)
- Пазардере (Pazardere)
- Пашакьой (Paşaköy)
- Сарпдере (Sarpdere)
- Саръджаали (Sarıcaali)
- Султан (Sultan)
- Тевфикие (Tevfikiye)
- Турпчулар (Turpçular)
- Хаджъ (Hacı)
- Хадъркьой (Hıdırköy)
- Япълдак (Yapıldak)